# Koskinotextularia
Koskinotextularia es un género de foraminífero bentónico de la subfamilia Koskinobigenerininae, de la familia Semitextulariidae, de la superfamilia Palaeotextularioidea, del suborden Fusulinina y del orden Fusulinida. Su especie tipo es Koskinotextularia cribriformis. Su rango cronoestratigráfico abarca desde el Viseense (Carbonífero inferior) hasta el Pennsylvaniense (Carbonífero superior).

## Discusión
Clasificaciones más recientes incluyen Koskinotextularia en la superfamilia Semitextularioidea, del suborden Earlandiina, del orden Earlandiida, de la subclase Afusulinana y de la clase Fusulinata.

## Clasificación
Koskinotextularia incluye a las siguientes especies:
- Koskinotextularia cribriformis